# Ankara Cats 2012-2013
Questa voce raccoglie le informazioni riguardanti gli Ankara Cats nelle competizioni ufficiali della stagione 2012-2013.

## 1. Lig 2012-2013

### Stagione regolare
Le partite giocate in casa o in trasferta sono note solo per i Boğaziçi Sultans.
| aprile 2013 | Ankara Cats | 8 – 27 | Boğaziçi Sultans |  |

| 2013 | ODTÜ Falcons | 28 – 14 | Ankara Cats |  |

| 2013 | Gazi Warriors | 11 – 20 | Ankara Cats |  |

| 2013 | ITÜ Hornets | 34 – 28 | Ankara Cats |  |

| 2013 | Ankara Cats | 12 – 0 | Sakarya Tatankaları |  |

| 2013 | Ankara Cats | 16 – 8 | Isparta Spartans |  |

| 2013 | Ankara Cats | 28 – 25 | Hacettepe Red Deers |  |

## Statistiche di squadra
| Competizione      | %Vittorie | In casa | In casa | In casa | In casa | In casa | In casa | In trasferta | In trasferta | In trasferta | In trasferta | In trasferta | In trasferta | Totale | Totale | Totale | Totale | Totale | Totale |
| Competizione      | %Vittorie | G       | V       | N       | P       | Pf      | Ps      | G            | V            | N            | P            | Pf           | Ps           | G      | V      | N      | P      | Pf     | Ps     |
| ----------------- | --------- | ------- | ------- | ------- | ------- | ------- | ------- | ------------ | ------------ | ------------ | ------------ | ------------ | ------------ | ------ | ------ | ------ | ------ | ------ | ------ |
| Stagione regolare | .571      | 1+?     | 0+?     | 0+?     | 1+?     | 8+?     | 27+?    | ?            | ?            | ?            | ?            | ?            | ?            | 7      | 4      | 0      | 3      | 126    | 135    |
| Totale            | .571      | 1+?     | 0+?     | 0+?     | 1+?     | 8+?     | 27+?    | ?            | ?            | ?            | ?            | ?            | ?            | 7      | 4      | 0      | 3      | 126    | 135    |